# Rejon łymański
Rejon łymański – była jednostka administracyjna w składzie obwodu donieckiego Ukrainy. Istniała do 2020 roku.
Powstał w 1923. Ma powierzchnię 1018 km² i liczy około 25 tysięcy mieszkańców. Siedzibą władz rejonu był Łyman.
W skład rejonu wchodzą 5 osiedlowych rad oraz 7 silskich rad, obejmujących 27 wsi i 3 osady.